# Cheverly (Metro de Washington)
Cheverly es una estación en la línea Naranja del Metro de Washington, administrada por la Autoridad de Tránsito del Área Metropolitana de Washington. La estación se encuentra localizada en 5501 Columbia Park Road en Cheverly, Maryland. La estación Cheverly fue inaugurada el 20 de noviembre de 1978.

## Descripción
La estación Cheverly cuenta con 1 plataformas laterales. La estación también cuenta con 530 de espacios de aparcamiento, 34 espacios para bicicletas y con 0 casilleros.

## Conexiones
La estación es abastecida por las siguientes conexiones de autobuses: 
- Rutas del MetroBus